# Battle Creek (televisieserie)
Battle Creek is een Amerikaanse dramedy van CBS over een klein politiekantoor in Battle Creek, dat de medewerking krijgt van een FBI-agent. De serie liep van 1 maart 2015 tot 24 mei 2015. De CBS bestelde 13 afleveringen die zeker uitgezonden zouden worden. Na de negende aflevering maakte de zender bekend dat er geen twee seizoen zou komen. 

## Rolverdeling
- Josh Duhamel - Special Agent Milton Chamberlain<
- Dean Winters - Detective Russ Agnew
- Aubrey Dollar - Office Manager Holly Dale
- Edward Fordham Jr. - Detective Aaron Funkhauser
- Kal Penn - Detective Fontanelle White
- Janet McTeer - Commander Guziewicz
- Shalita Grant - Olivia